# Tati
Tati là một thị trấn thống kê (census town) của quận Ranchi thuộc bang Jharkhand, Ấn Độ.

## Nhân khẩu
Theo điều tra dân số năm 2001 của Ấn Độ, Tati có dân số 10.496 người. Phái nam chiếm 54% tổng số dân và phái nữ chiếm 46%. Tati có tỷ lệ 72% biết đọc biết viết, cao hơn tỷ lệ trung bình toàn quốc là 59,5%: tỷ lệ cho phái nam là 80%, và tỷ lệ cho phái nữ là 62%. Tại Tati, 15% dân số nhỏ hơn 6 tuổi.